# 埝桥镇
埝桥镇，是中华人民共和国陕西省渭南市大荔县下辖的一个乡镇级行政单位。

## 行政区划
埝桥镇下辖以下地区：
韩壕村、东埝村、西埝村、新兴村、小营村、白虎屯村、阿河村、南高迁村、北高迁村、同堤村、北荣华村、游斜村、高墙村、蒙家村、黄营村、南黄村、北黄村和新力村。